# نیکولا تروسوف
نیکولا تروسوف (روسی: Николай Васильевич Трусов؛ زادهٔ ۲ ژوئیهٔ ۱۹۸۵) دوچرخه‌سوار اهل روسیه است.
از باشگاه‌هایی که در آن بازی کرده‌است می‌توان به تیم تینکوف، تیم کاتیوشا–آلپتسین، گازپروم-روس‌ولو، و گازپروم-روس‌ولو، اشاره کرد.